# フロント (イタリア)
フロント（伊: Front）は、イタリア共和国ピエモンテ州トリノ県にある、人口約1,700人の基礎自治体（コムーネ）。

## 地理

### 位置・広がり

#### 隣接コムーネ
隣接するコムーネは以下の通り。
- ブザーノ
- ファヴリア
- オリアーニコ
- リヴァロッサ
- サン・フランチェスコ・アル・カンポ
- サン・カルロ・カナヴェーゼ
- ヴァウダ・カナヴェーゼ